# 紫胡
もしかして
- 柴胡

ではありませんか？